# Ruta Provincial 59 (Buenos Aires)
La Ruta Provincial 59 es una carretera parcialmente pavimentada de 42 km de extensión ubicada en el centro-este de la Provincia de Buenos Aires, en Argentina.

## Características y recorrido
La ruta posee 12 km de pavimento en pésimo estado, desde la Ruta Provincial 36 hasta la Estación José Ferrari de un ramal desactivado del Ferrocarril General Roca. El resto del recorrido es de tierra. En este tramo hay un puente sobre el río Samborombón, límite natural entre los partidos de Magdalena y Chascomús. El recorrido finaliza en la Autovía 2, donde se encuentra el acceso al pueblo de Gándara.